# Simon de Vos

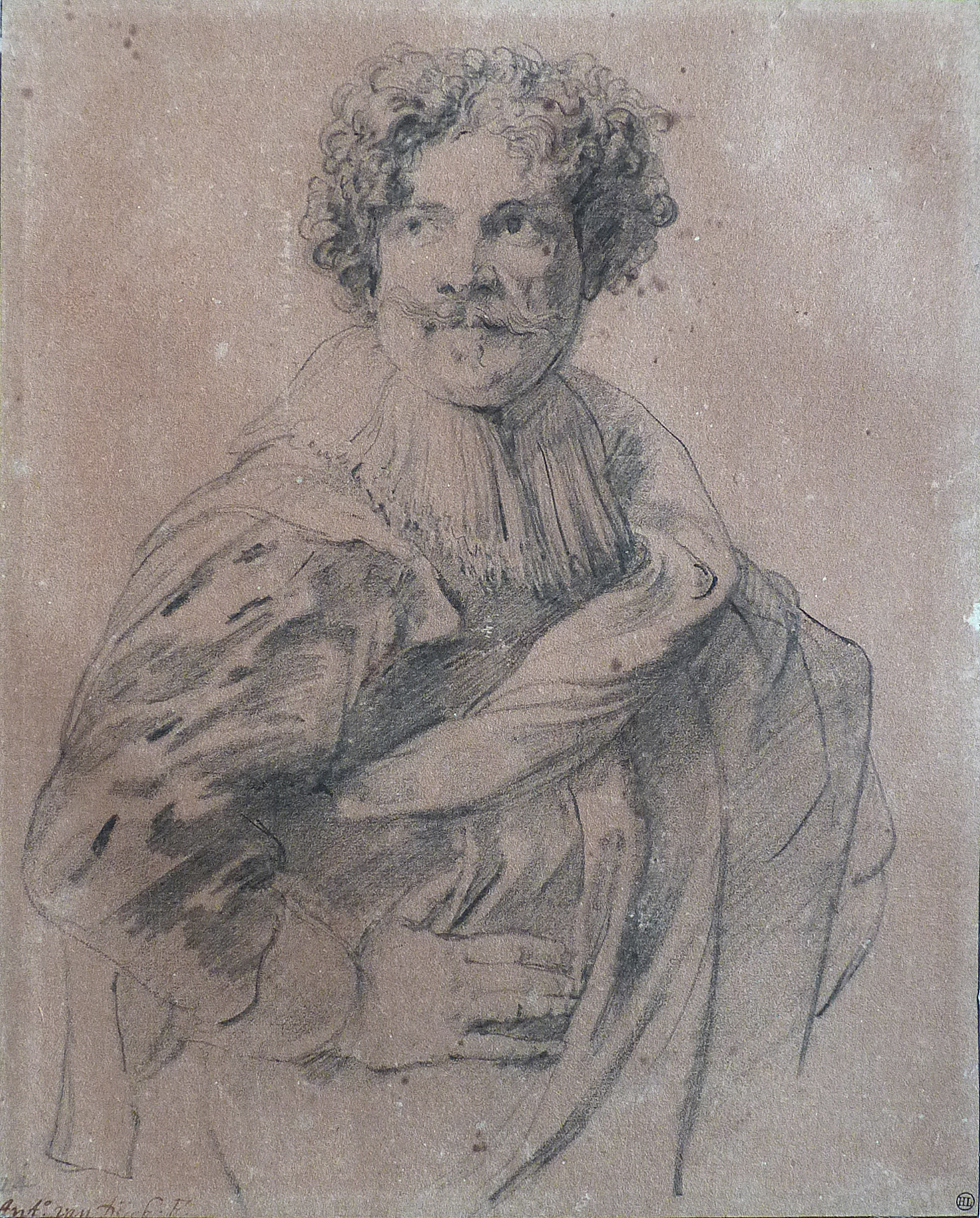
Bildnis von Simon de Vos von Anthonis van Dyck

Simon de Vos (* 20. Oktober 1603 in Antwerpen, Flandern; † 15. Oktober 1676 ebenda) war ein flämischer Maler, Zeichner und Kunstsammler. Er begann seine Karriere mit kleinformatigen Kabinettbildern von Genreszenen, insbesondere von caravaggesken lustigen Gesellschaften. Später wechselte er zur Historienmalerei und arbeitete an größeren Formaten in einem flämischen Barockstil, der von Rubens und van Dyck beeinflusst war.

## Leben
Simon de Vos wurde in Antwerpen geboren als Sohn des Würfelmachers Herman de Vos und Elisabeth van Oppen.

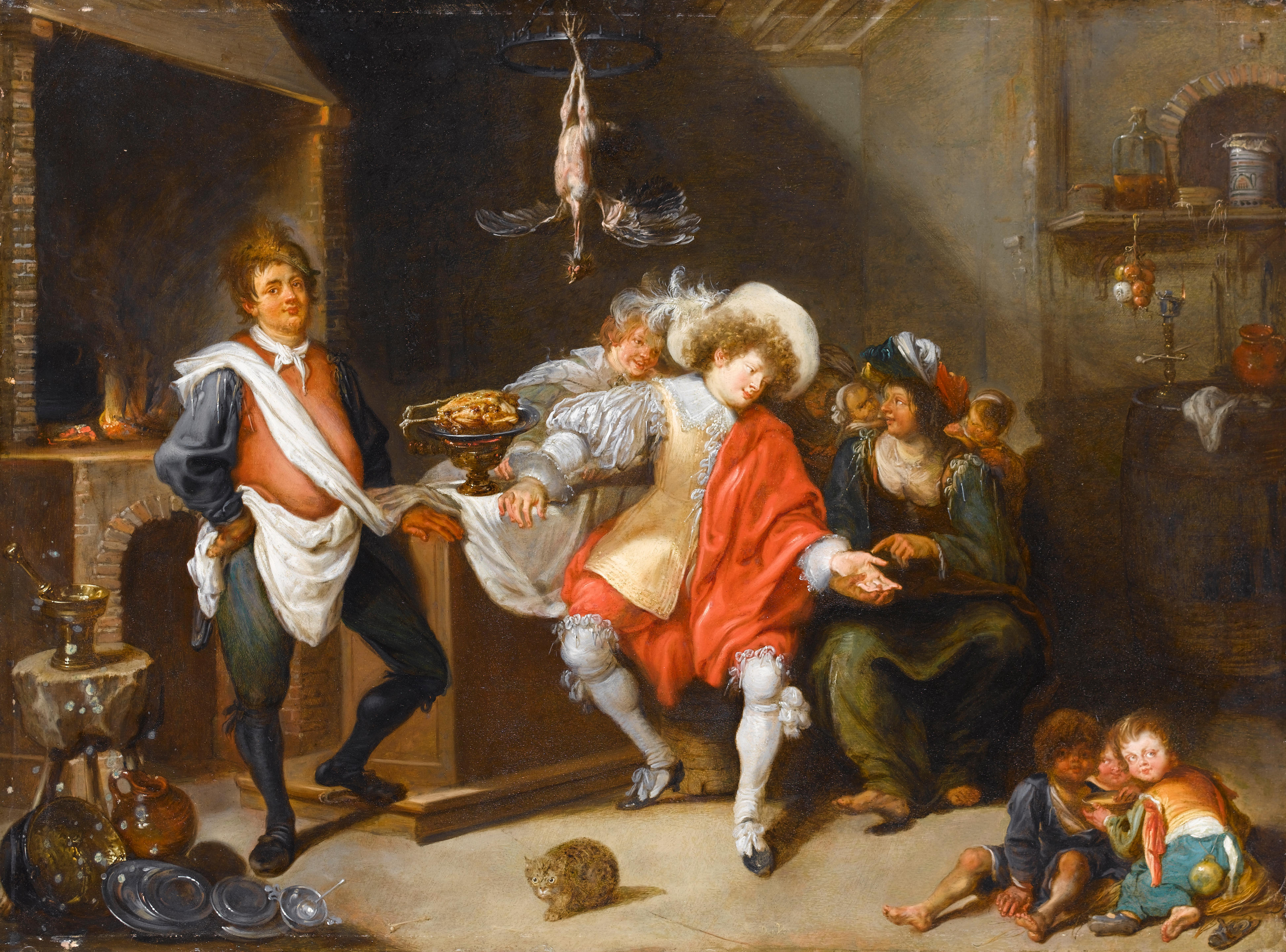
Das Innere einer Taverne mit einer Wahrsagerin

Im Alter von nur 12 Jahren begann de Vos 1615 sein Kunststudium bei dem bedeutenden Porträtmaler Cornelis de Vos (1584–1651), mit dem er nicht verwandt war.  Nach Abschluss seiner Ausbildung im Jahre 1620 wurde er im jungen Alter von 17 Jahren Meister in der Antwerpener Lukasgilde.
Es herrscht Ungewissheit über de Vos’ Bewegungen, nachdem er zum Meister wurde. Es ist möglich, dass er in Antwerpen geblieben ist, wo er möglicherweise in der Werkstatt von Peter Paul Rubens gearbeitet hat. Es ist auch möglich, dass er ins Ausland gereist ist. Einen Aufenthalt in Rom legen seine frühen Werke nahe, die eine Ähnlichkeit mit den Genrebildern der in Rom tätigen Gruppe niederländischer und flämischer Maler zeigen, die unter dem Namen 'Bamboccianti' bekannt sind. Ein Einfluss des in den 1620er Jahren in Rom tätigen deutschen Malers Johann Liss ist in de Vos’ Gemälden erkennbar und lässt sich auch durch einen Aufenthalt in Rom erklären. Darüber hinaus wird aufgrund der Zuschreibung einer Komposition von 1626 an Simon de Vos, die als Versammlung von Rauchern und Trinkern (Louvre, Paris) bezeichnet wird, angenommen, dass de Vos Mitte der 1620er Jahre in Aix-en-Provence in Frankreich wohnte.

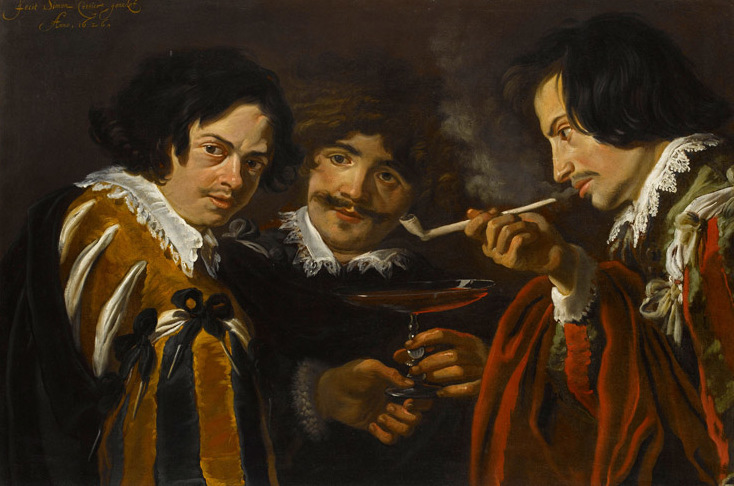
Versammlung der Raucher und Trinker

De Vos muss 1626 in seine Heimatstadt zurückgekehrt sein, denn in diesem Jahr heiratete er Catharina van Utrecht, eine Schwester des Antwerpener Stilllebenmalers Adriaen van Utrecht. Das Paar blieb kinderlos. Er arbeitete die meiste Zeit seines Lebens in Antwerpen. Es ist bekannt, dass er Kunstwerke für die Antwerpener Kunsthändler Guillam Forchondt d. Ä. und Chrysostoom van Immerseel lieferte.  Er genoss den Respekt seiner Zeitgenossen, wie die Tatsache zeigt, dass nach Rubens’ Tod eines seiner Bilder in seinem Nachlass zu finden war.
Zwischen 1629 und 1649 bildete er sechs Schüler in seiner Werkstatt aus. Dazu gehörten Gregori de Greeff, der andere Jan van Kessel, Jan van Kessel d. Ä. und Caspar van Opstal.

## Werke

### Frühwerk: Genrebilder
De Vos’ erste Werke waren kleinformatige Gemälde von Genreszenen, darunter verschiedene lustige Gesellschaften und Gruppenporträts. Diese sind im manieristischen Stil ausgeführt, mit unausgewogenen Kompositionen, die oft pyramidenförmig aufgebaut sind. Die Szenerie is locker skizziert und die Farben sind satt und oft grell. Sein Stil in dieser Periode, vor allem in der Behandlung der fröhlichen Gesellschaftsszenen im Karawaggismus, ist dem des deutschen Malers Johann Liss, der in Italien in den 1620er Jahren tätig war und dem von Frans II Francken nahe verwandt. Er zeigte auch den Einfluss der niederländischen Anhänger Caravaggios.

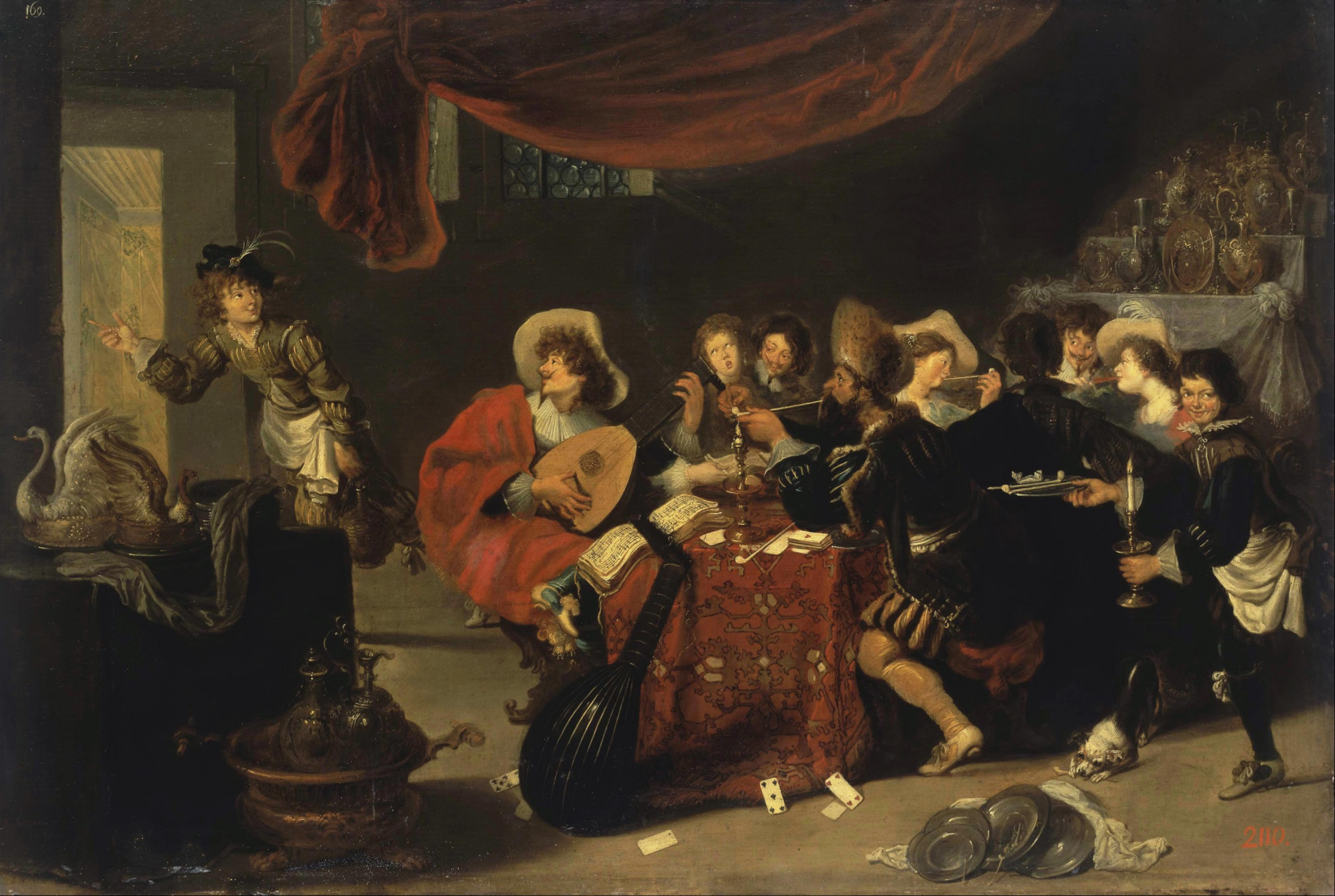
Lustige Gesellschaft

Ein Beispiel eines Gemäldes aus dieser Zeit ist die Versammlung der Raucher und Trinker (Louvre, Paris) von 1626.  Das Gemälde zeigt drei junge Männer in halber Länge, die eine Pfeife und ein Glas Wein genießen. Bei den dargestellten Personen handelt es sich vermutlich um Simon de Vos selbst (in der Mitte), links flankiert von Jan Cossiers und rechts von Johan Geerlof. Cossiers und Geerlof waren zwei Künstlerfreunde von de Vos, die sich zur Zeit ebenfalls in Aix-en-Provence aufhielten. Typisch für sein Frühwerk malte Simon de Vos die Gesichter in dieser Komposition mit dicken Zügen und weit auseinander stehenden Augen. Die Komposition des Gemäldes, die drei halblange Figuren eng umrahmt, ist deutlich von den niederländischen Anhänger Caravaggios beeinflusst. Simon de Vos nutzte die für die Anhänger Caravaggios typischen Lichteffekte, indem er die Gesichter der Künstler von der linken Seite des Gemäldes aus beleuchtete, so dass sich die Gesichter vor dem neutralen Hintergrund abheben. Die Inspiration für das Bild könnten die frühen Werke von Caravaggio selbst gewesen sein, die de Vos bei einem Besuch in Rom gesehen haben könnte.

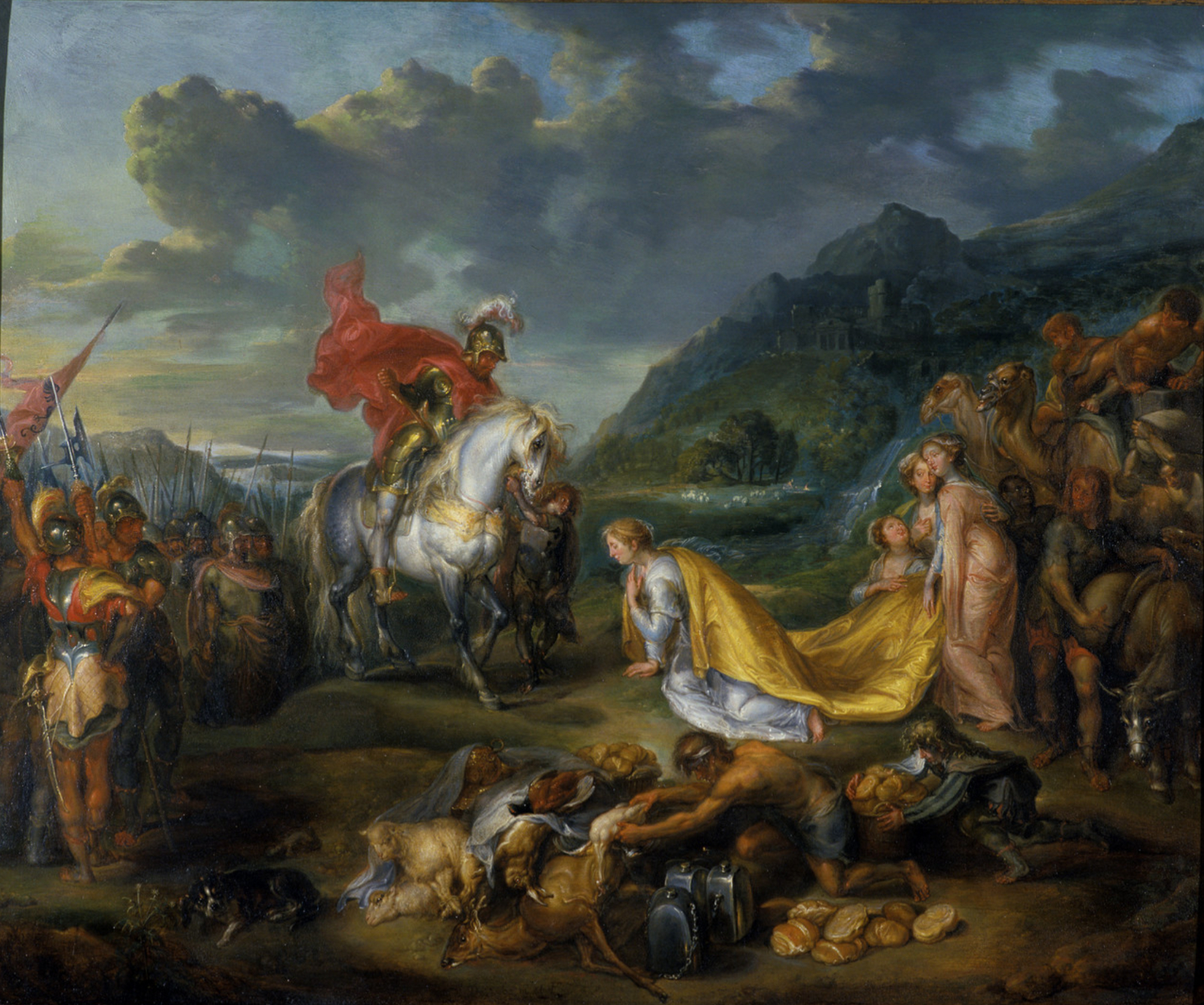
Abigail vor David

Seine Werke aus den späten 1620er Jahren bis etwa 1640, die nach der Rückkehr nach Antwerpen entstanden sind, sind meist kleine lustige Gesellschaften und höfische Genreszenen, die an zeitgenössische niederländische Maler Dirck Hals und Pieter Codde erinnern.

### Spätere Werke: Historienbilder
Nach 1640 wandte sich de Vos fast gänzlich von Genreszenen ab und malte vor allem biblische Geschichten, Historiengemälde und allegorische Szenen. Diese waren stilistisch zunächst von Rubens, Claude Vignon und dann zunehmend von Anthony van Dyck beeinflusst. Beispiele sind Das Martyrium des heiligen Philippus (ca. 1645–1648, Königliches Museum der Schönen Künste, Antwerpen) und Abigail vor David (ca. 1640, Schloss Friedenstein). Letzteres zeichnet sich durch seine lebendige, malerische und spirituelle Darstellung aus.
Diese späteren Werke hatten im Allgemeinen ein größeres Format, verwendeten jedoch die Kompositionsformeln der Kabinettgemälde und scheinen daher nicht ausgewogen zu sein. Während dieser Zeit schuf er auch eine zwölfteilige Serie aus der Genesis (1635–1644; Kathedrale von Sevilla und anderswo), die eine große Anzahl von Tieren enthält. Es wird daher angenommen, dass Simon de Vos wahrscheinlich ein Spezialist auf dem Gebiet der Tiermalerei war.

### Zusammenarbeit
Wie es in Antwerpen im 17. Jahrhundert üblich war, arbeitete de Vos oft mit anderen Künstlern zusammen, die Spezialisten auf ihrem Gebiet waren.

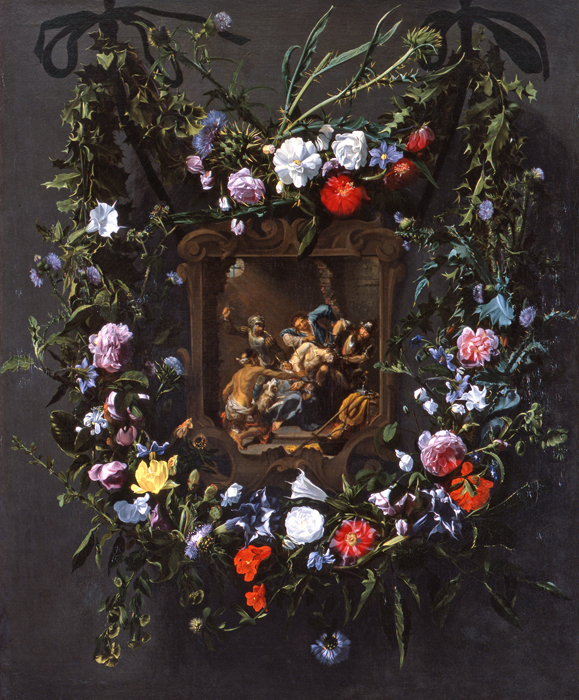
Eine Blumengirlande um eine Verhöhnung Christi

Es ist bekannt, dass er mit dem Blumenmaler Daniel Seghers und Alexander Adriaenssen an so genannten Girlandengemälde gearbeitet hat. Girlandengemälde sind ein besonderer Typus von Stillleben, der in Antwerpen von Jan Brueghel der Ältere in Zusammenarbeit mit dem italienischen Kardinal zu Beginn des 17. Jahrhunderts entwickelt wurde. Das Genre wurde zunächst mit der Bildsprache der Gegenreformation in Verbindung gebracht. Darüber hinaus wurde sie inspiriert durch den Kult der Verehrung und Hingabe an Maria, der am Hof der Habsburger (damals die Herrscher über die südlichen Niederlande) und in Antwerpen im Allgemeinen vorherrschte. Girlandengemälde zeigen typischerweise eine Blumengirlande um ein Andachtsbild, ein Porträt oder ein anderes religiöses Symbol (wie das Hostie). Girlandengemälde waren gewöhnlich eine Zusammenarbeit zwischen einem Stillleben und einem Figurenmaler.
Ein Beispiel für eine Zusammenarbeit zwischen de Vos und Seghers an einem Girlandengemälde ist Eine Blumengirlande um eine Verhöhnung Christi (ca. 1643, Nasher Museum of Art, Durham, North Carolina). Sie zeigt eine von Daniel Seghers gemalte Blumengirlande um eine Kartusche mit der Darstellung der Verspottung Christi die de Vos malte. De Vos arbeitete auch mit dem Tiermaler Frans Snyders zusammen.